# Tẩu thoát trong đêm
Tẩu thoát trong đêm (tiếng Anh: Run All Night) là một bộ phim hành động tội phạm của Mỹ 2015 do Jaume Collet-Serra đạo diễn và Brad Ingelsby viết kịch bản. Phim có sự tham gia của Liam Neeson, Joel Kinnaman, Common và Ed Harris, khởi chiếu ngày 13 tháng 3 năm 2015.